# DJ Toomp
DJ Toomp, pseudonimo di Aldrin Davis (Atlanta, 2 agosto 1969), è un disc jockey e produttore discografico statunitense, che lavora ad Atlanta.

## Biografia
Alla fine degli anni ottanta era conosciuto come era MC Shy-D e viaggiò in tour insieme ai 2 Live Crew che si esibirono in varie sedi in tutto il paese insieme ad altri artisti come N.W.A. e Ice-T. Dopo che MC Shy-D lasciò la Luke Records, lavorà come DJper JT Money ed il Poison Clan. Quando i due Live Crew si sciolsero, lui continuò a lavorare su un album insieme all'ex compagno di gruppo. Tuttavia la popolarità per lui arrivò soltanto tempo dopo, grazie alla sua collaborazione con il rapper T.I., di cui produsse i primi quattro album, ricevendo grandi apprezzamenti dalla critica nel 2006. Inoltre il singolo di T.I. What You Know, che arrivò alla terza posizione della classifica statunitense Billboard Hot 100, fece guadagnare a Toomp e T.I. il loro primo Grammy Award. Successivamente, insieme a Bernard Parks, Jr. ha lanciato la sua etichetta discografica, la NZone Entertainment. Nel corso della sua carriera ha collaborato con artisti come Young Jeezy, Young Dro, B.o.B, Ludacris e Game.